# Dameneishockey-Bundesliga 2007/08
Die Dameneishockey-Bundesliga der Saison 2007/08 wurde in einer einfachen Hin- und Rückrunde mit anschließenden Playoffs ausgespielt. Titelverteidiger waren die Gipsy Girls Villach, die jedoch ihre Meisterschaft an die DEC Dragons Klagenfurt verloren.
Die Staatsmeisterschaft wurde unter den drei bestplatzierten österreichischen Mannschaften der Elite Women’s Hockey League in einer einfachen Hin- und Rückrunde ausgespielt. Die EHV Sabres Wien gewannen zum sechsten Mal den Staatsmeistertitel und verteidigten damit den Titel aus dem Vorjahr erfolgreich.

## Staatsmeisterschaft
| Platz | Team                   | Sp | S | OTN | N | Tordifferenz | Punkte |
| ----- | ---------------------- | -- | - | --- | - | ------------ | ------ |
| 1.    | EHV Sabres Wien        | 4  | 3 | 1   | 1 | 13:6         | 10     |
| 2.    | EC The Ravens Salzburg | 4  | 3 | 0   | 1 | 18:6         | 8      |
| 3.    | Vienna Flyers          | 4  | 0 | 0   | 4 | 4:23         | 0      |

### Topscorer
| Spieler             | Team       | GP | G | A | Pts | +/- | PIM |
| ------------------- | ---------- | -- | - | - | --- | --- | --- |
| Kristen Hagg        | Salzburg   | 4  | 7 | 3 | 10  | +12 | 4   |
| Adrienne Vanderzalm | Salzburg   | 4  | 6 | 4 | 10  | +11 | 2   |
| Belinda Strer       | EHV Sabres | 4  | 4 | 3 | 7   | +4  | 2   |
| Ildiko Hofbauer     | Ravens     | 4  | 2 | 2 | 4   | +7  | 2   |
| Esther Kantor       | Ravens     | 4  | 2 | 2 | 4   | +5  | 2   |

### Torhüter
| Spieler          | Team          | GP | W | T | L | MIP | GA | GAA  | SOG | SVS%  | SO |
| ---------------- | ------------- | -- | - | - | - | --- | -- | ---- | --- | ----- | -- |
| Paula Marchhart  | EHV Sabres    | 2  | 1 | 0 | 0 | 49  | 1  | 1.22 | 27  | 96.30 | 0  |
| Sandra Borschke  | EHV Sabres    | 4  | 2 | 1 | 0 | 192 | 5  | 1.56 | 107 | 95.33 | 0  |
| Erika Vanderveer | Ravens        | 4  | 2 | 1 | 1 | 241 | 6  | 1.49 | 71  | 91.55 | 1  |
| Monika Palotas   | Vienna Flyers | 4  | 0 | 0 | 4 | 240 | 23 | 5.75 | 185 | 87.57 | 0  |

## Dameneishockey-Bundesliga

### Grunddurchgang
| Platz | Team                      | Sp | S  | N  | OTN | Tordifferenz | Punkte |
| ----- | ------------------------- | -- | -- | -- | --- | ------------ | ------ |
| 1     | DEC Dragons Klagenfurt    | 12 | 12 | 0  | 0   | 102:12       | 24     |
| 2     | SPG EC Kitzbühel/Salzburg | 12 | 8  | 4  | 1   | 51:44        | 17     |
| 3     | Gipsy Girls Villach       | 12 | 8  | 4  | 0   | 61:47        | 16     |
| 4     | Neuberg Highlanders       | 12 | 5  | 7  | 1   | 45:37        | 11     |
| 5     | EHC Vienna Flyers II      | 12 | 4  | 8  | 1   | 41:49        | 9      |
| 6     | Red Angels Innsbruck      | 12 | 3  | 9  | 0   | 24:69        | 6      |
| 7     | 1. DEC Devils Graz        | 12 | 2  | 10 | 0   | 18:84        | 4      |

### Platzierungsrunde
| Platz | Team                 | Sp | S | N | OTN | Tordifferenz | Punkte |
| ----- | -------------------- | -- | - | - | --- | ------------ | ------ |
| 1     | EHC Vienna Flyers II | 4  | 3 | 1 | 0   | 19:5         | 6      |
| 2     | 1. DEC Devils Graz   | 4  | 2 | 2 | 0   | 6:16         | 4      |
| 3     | Red Angels Innsbruck | 4  | 1 | 3 | 0   | 9:13         | 2      |

### Play-offs
|  | Halbfinale | Halbfinale             | Halbfinale |  |  | Finale | Finale                 | Finale |
|  |            |                        |            |  |  |        |                        |        |
|  |            |                        |            |  |  |        |                        |        |
|  | 1          | DEC Dragons Klagenfurt | 2          |  |  |        |                        |        |
|  | 4          | Neuberg Highlanders    | 0          |  |  |        |                        |        |
|  |            |                        |            |  |  | 1      | DEC Dragons Klagenfurt | 2      |
|  |            |                        |            |  |  | 2      | SPG Kitzbühel/Salzburg | 0      |
|  | 2          | SPG Kitzbühel/Salzburg | 2          |  |  |        |                        |        |
|  | 3          | Gipsy Girls Villach    | 1          |  |  |        |                        |        |
|  |            |                        |            |  |  |        |                        |        |

Halbfinale
- DEC Dragons Klagenfurt vs. Neuberg Highlanders: 2:0 (3:0, 4:1)
- SPG Kitzbühel/Salzburg vs. Gipsy Girls Villach: 2:1 (6:7, 2:1, 3:1)

Finale
- DEC Dragons Klagenfurt vs. SPG Kitzbühel/Salzburg: 2:0 (4:0, 2:0)

Um Platz 3
- Gipsy Girls Villach vs. Neuberg Highlanders: 2:0 (4:1, 4:0)

### Meisterschaftsendstand
1. DEC Dragons Klagenfurt
2. SPG Kitzbühel/Salzburg
3. Gipsy Girls Villach
4. Neuberg Highlanders
5. EHC Vienna Flyers II
6. 1. DEC Devils Graz
7. Red Angels Innsbruck

### Statistik
| 1 | Sonja Ban       | Dragons Klagenfurt | 14 | 17 | 33 | 50 | 8  |
| 2 | Cäcilia Reichel | Dragons Klagenfurt | 15 | 23 | 25 | 48 | 14 |
| 3 | Martina Bacher  | Villach            | 17 | 27 | 17 | 44 | 2  |
| 4 | Manuela Krall   | Villach            | 16 | 17 | 22 | 39 | 18 |
| 5 | Sabrina Stubner | Dragons Klagenfurt | 16 | 12 | 25 | 37 | 22 |

| Torhüter | Torhüter         | Torhüter            | Torhüter | Torhüter | Torhüter | Torhüter | Torhüter | Torhüter | Torhüter | Torhüter | Torhüter | Torhüter |
| Rk       | Spieler          | Team                | GP       | W        | T        | L        | MIP      | GA       | GAA      | SOG      | SVS%     | SO       |
| -------- | ---------------- | ------------------- | -------- | -------- | -------- | -------- | -------- | -------- | -------- | -------- | -------- | -------- |
| 1        | Christine Geiger | Dragons Klagenfurt  | 16       | 16       | 0        | 0        | 893      | 12       | 0.81     | 344      | 96.51    | 4        |
| 2        | Beatrice Reiter  | Vienna Flyers       | 7        | 3        | 0        | 2        | 250      | 7        | 1.68     | 136      | 94.85    | 0        |
| 3        | Bianca Feeberger | Neuberg Highlanders | 16       | 5        | 1        | 9        | 895      | 45       | 3.02     | 540      | 91.67    | 0        |
| 4        | Anja Jersin      | Villach             | 16       | 7        | 1        | 6        | 858      | 52       | 3.64     | 514      | 89.88    | 1        |
| 5        | Nicole Arnberger | Vienna Flyers       | 12       | 3        | 1        | 4        | 511      | 31       | 3.64     | 285      | 89.12    | 0        |